# Diana Romagnoli
Diana Romagnoli (ur. 14 lutego 1977 w Männedorfie) – szwajcarska szpadzistka, srebrna medalistka olimpijska i dwukrotna medalistka mistrzostw świata.
Podczas igrzysk olimpijskich w Sydney w 2000 roku reprezentacja Szwajcarii w składzie: Gianna Hablützel-Bürki, Sophie Lamon i Diana Romagnoli zajęła drugie miejsce. Indywidualnie zajęła tam dwunaste miejsce. Były to jego jedyne starty olimpijskie.
Na mistrzostwach świata w Seulu w 1999 roku wywalczyła srebrny medal indywidualnie, przegrywając w finale z Francuzką Laurą Flessel-Colovic. Na rozgrywanych dwa lata później mistrzostwach świata w Nîmes w 2001 roku wspólnie z Gianną Hablützel-Bürki, Sophie Lamon i Tabeą Steffen zdobyła drużynowo srebrny medal. 
Ponadto zdobyła drużynowo złoty medal na mistrzostwach Europy w Funchal w 2000 roku.